# نور الدين عيادي
نور الدين عيادي مواليد 23 يونيو 1956 ولاية سطيف، سياسي جزائري وزير عينه رئيس الدولة عبد القادر بن صالح أمين عام لرئاسة الجمهورية بتاريخ 27 أبريل 2019 خفا لـ العقبي حبة.
عينه الرئيس عبد المجيد تبون مديرا للديوان برئاسة الجمهورية بتاريخ 21 ديسمبر 2019.

## دراسته
خريج المدرسة الوطنية للإدارة دفعة سنة 1983.

## المناصب التي تولاها
تقلد نور الدين عيادي عدة مناصب منها:
- أمين عام لرئاسة الجمهورية 27 أبريل 2019.
- أمين عام لوزارة الشؤون الخارجية (2017).
- سفير للجزائر في  هولندا (2015).
- سفير للجزائر في  مالي (2010).
- سفير للجزائر في  الأرجنتين (2005).
- مديرا للشؤون السياسية ومدير أمريكا اللاتينية بوزارة الخارجية.
- منسقا للأشغال للوزارية المشتركة المكلفة بالعمل الخارجي للجزائر في مجالات مكافحة الإرهاب والجريمة المنظمة والهجرة السرية.
- مشارك في الحوار الشامل لدولة مالي برعاية الجزائر.